# Uncial 0189
El Uncial 0189 (en la numeración Gregory-Aland) es un pergamino de la Antigüedad tardía, considerado por algunos estudiosos como el manuscrito más antiguo en pergamino del Nuevo Testamento. Ha sido fechado paleográficamente como perteneciente al período comprendido entre los siglos II y III después de Cristo. Consiste en fragmentos de texto del libro de los Hechos. El texto del manuscrito es muy apreciado por los críticos textuales y está actualmente expuesto en Berlín.

## Descripción
Únicamente sobrevive el texto de Hechos (5,3-21). Consiste en una única hoja de vitela de los primeros códices griegos del siglo III, contiene una pequeña parte de los Hechos de los Apóstoles. El texto está escrito en una columna por página, 32 líneas en una columna. El manuscrito fue escrito por un escriba profesional, alguien que ha tenido experiencia en la copia. La paginación indica que el códice originalmente solo contenía el libro de los Hechos.
Los nombres sagrados están escritos en forma abreviada: ΑΝΟΣ ΠΝΑ ΚΥ ΚΩ ΙΛΗΜ ΘΩ ΙΣΗΛ.

## Texto
Aland lo describió como un tipo textual "casi normal". El Uncial 0189 es un importante testimonio antiguo del tipo textual alejandrino, casi siempre coincide con otros testimonios de este tipo de texto. Aland lo ubicó en la Categoría I (la razón principal es por su fecha).
Hasta la publicación de Nestle-Aland solo se encuentra diferencia en un lugar. En Hechos 5,12, aparece παντες en lugar de απαντες (sinónimo traducidos para "todos"), esto coincide con los códices Vaticano, Sinaítico y Basilense.

## Historia
El manuscrito fue encontrado en Egipto, en Hermópolis. Por primera vez el texto fue publicado por AH Salonius en 1927. Ernst von Dobschütz lo ubicó en la lista de manuscritos del Nuevo Testamento, en el grupo de los unciales, dándole el número 0189.
Inicialmente el manuscrito se dató al siglo IV. Salonius fechó al editor del códice. Colin Henderson Roberts encontró que el estilo de escritura es de una fecha más antigua que el siglo IV y propuso una fecha para finales del siglo II y principios del siglo III. La fecha de Aland es misma del INTF. Según Comfort en sentido paleográfico es más antiguo que el Papiro 4, el P. Oxy. 661 y el P. Oxy. 2404, sobre todo por el pequeño omicrón. Comfort lo data a finales del siglo II y principios del III, considera que es el manuscrito más antiguo en pergamino, del Nuevo Testamento.
Se cita en las ediciones críticas del Nuevo Testamento (UBS3, UBS4, NA26, NA27). En la 27 Edición de Nestle-Aland (NA27), entre testimonios de los manuscritos del Nuevo Testamento en griego lo cita como un "testimonio de primer orden", le da un signo de exclamación (!) a los "manuscritos en papiro y unciales con significado particular por su edad.
Actualmente está guardado en los Museos Estatales de Berlín como (P. 11765) ubicado en Berlín·.